# Magone Barca
Magone Barca (in latino Mago o talvolta Magon; in greco antico: Μάγων?, Mágōn; III secolo a.C. – 203 a.C.) è stato un condottiero cartaginese, il più giovane dei tre figli di Amilcare Barca.

## Biografia

### Invasione dell'Italia con il fratello Annibale (218 - 214 a.C.)
Prese parte, agli ordini del fratello Annibale Barca, all'invasione dell'Italia: viene citato per la prima volta nel momento dell'attraversamento del Po, quando Magone ebbe il comando della cavalleria. Secondo Celio Antipatro, lui e i suoi cavalieri avrebbero attraversato il fiume a nuoto. Alcuni giorni più tardi Annibale gli affidò il comando delle truppe scelte, che, nascoste tra le boscaglie lungo la riva del fiume Trebbia, al momento opportuno dovevano assalire la retroguardia dell'esercito romano. Magone attuò l'agguato in maniera magistrale ed il suo contributo fu fondamentale per la vittoria cartaginese nella battaglia della Trebbia (21 dicembre del 218 a.C.) .

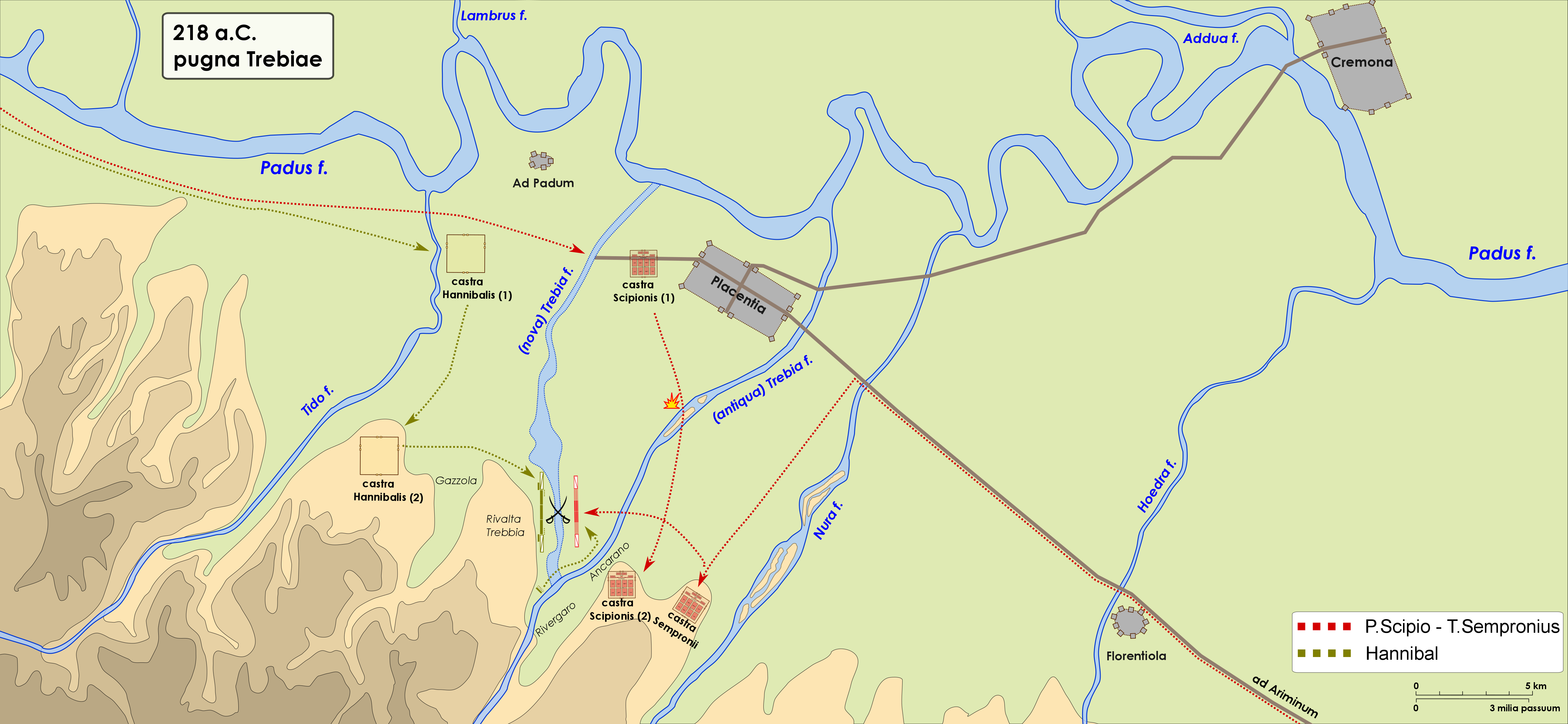
Mappa della battaglia della Trebbia. L'immagine riporta il corso antico del fiume Trebbia, che come si può capire dalle traduzioni dei testi di Tito Livio e Polibio, sfociava nel Po ad Est rispetto a Piacenza e non a Ovest come è adesso.

Nella primavera del 217 a.C. comandò la retroguardia dell'esercito cartaginese durante il pericoloso l'attraversamento degli Appennini e delle paludi dell'Etruria. A Canne comandava con Annibale il centro dell'esercito cartaginese. Dopo la battaglia gli fu affidato un congruo contingente di truppe per completare la conquista del Sannio, quindi si mosse verso sud per assoggettare anche il Bruzio. Dopo aver ottenuto la dedizione di numerose città, da lì si diresse per mare a Cartagine per essere il primo ad informare il Senato dei grandi progressi ottenuti da Annibale nell'Italia meridionale, comprese le alleanze strette con Bruzi, Apuli, parte dei Lucani e dei Sanniti. Anche Capua si era arresa al comandante supremo cartaginese.
(Periochae, 23.2.)
Le notizie ebbero ovviamente un grandissimo effetto, tanto che, nonostante l'opposizione di Annone, il Senato deliberò di arruolare un potente esercito da inviare come rinforzo ad Annibale in Italia: 4.000 Numidi e 40 elefanti, oltre ad assoldare 20.000 soldati di fanteria, 4.000 cavalieri per completare gli eserciti in Spagna e Italia.
Proprio quando la nuova armata era pronto per imbarcarsi, giunsero allarmanti notizie dalla Spagna riguardo ai progressi romani e alle sconfitte cartaginesi tali da indurre il Senato a cambiare gli obiettivi: fu comandato a Magone di portarsi in Spagna insieme 12.000 fanti, 1.500 cavalieri, venti elefanti, mille talenti d'argento e 60 navi, per coordinare assieme al fratello Asdrubale una difesa dei possedimenti cartaginesi (215 a.C.). Giunto in Spagna, su finire dell'anno, insieme ad Annibale (figlio di Bomilcare) e Asdrubale Barca, assediò senza successo la città di Iliturgi (nei pressi della moderna Mengíbar), che era passata dalla parte dei Romani.
L'anno successivo (214 a.C.), subì un paio di nuove sconfitte insieme al fratello, Asdrubale Barca, a Munda e poi a Orongi, dove, poco prima, era riuscito a completare i ranghi delle truppe cartaginesi, a fronte dell'ordine del fratello che lo aveva inviato ad arruolare nuove truppe.

### Comandante in Spagna (214 - 205 a.C.)

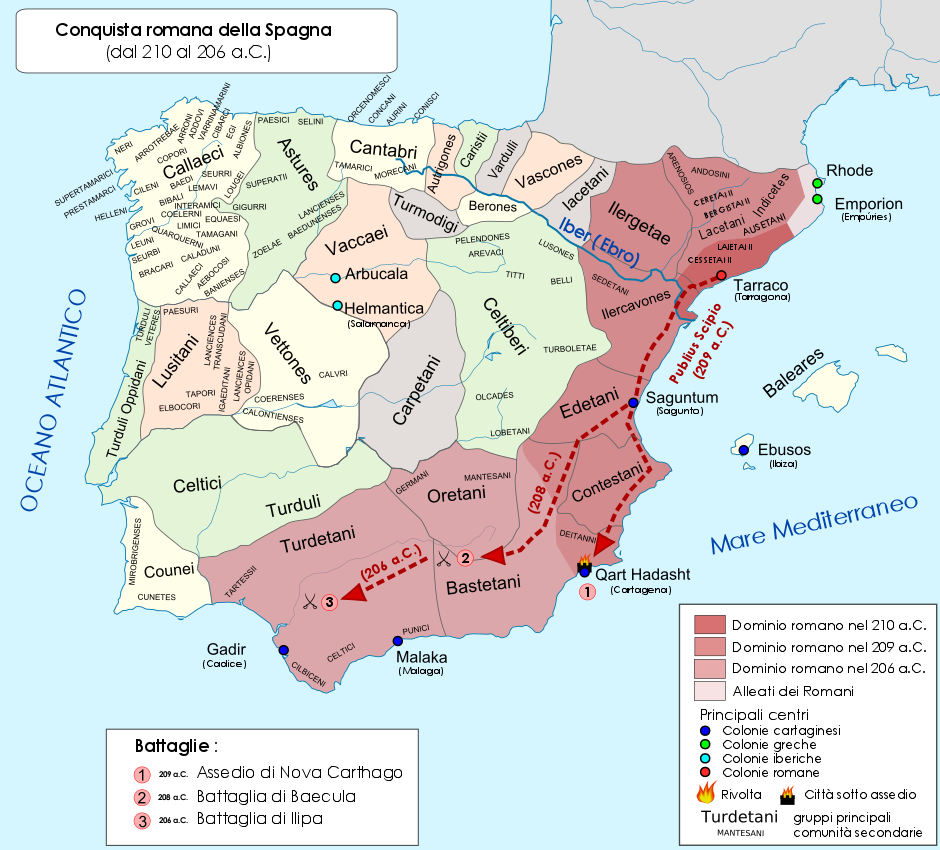
Scipione Africano caccia i Cartaginesi dalla Spagna (dal 210 al 206 a.C.).

Inviato da Annibale a Cartagine per chiedere aiuti, ebbe l'incarico di condurre le truppe non in Italia, ma in Spagna, dove gli Scipioni avevano vinto presso il fiume Ebro. 
Poi si riunì con i fratelli, avanzando dopo aver vinto numerose battaglie; in una di queste Publio e il fratello Gneo Cornelio Scipione Calvo caddero in combattimento, nello stesso anno (211 a.C.).
I Cartaginesi non sfruttarono il successo; per questo Publio Cornelio Scipione, il futuro Africano, sconfisse Asdrubale Barca. 
I compiti di Magone ed i rapporti tra i tre generali cartaginesi non sono noti: sicuramente Magone era subordinato ad Asdrubale, ma sicuramente aveva larga libertà di iniziativa.
In ogni caso la divisione dell'esercito cartaginese in tre armate separate, senza coordinazione tra di loro e con rivalità e gelosie tra i tre generali portò agli insuccessi degli anni successivi.
Dopo la disastrosa sconfitta di Baecula, Magone si riunì in concilio con Asdrubale Barca e con Asdrubale Giscone  per stabilire come poter continuare le operazioni militari: mentre Asdrubale con i resti del suo esercito avrebbe marciato verso l'Italia per unirsi con Annibale e Annibale Giscone, a Magone fu affidato il compito di portarsi alle Baleari per arruolare forze nuove . Non si conoscono altri fatti relativi a Magone per la restante parte dell'anno, mentre nel 207 a.C. operò in Celtiberia alla testa soprattutto di truppe locali, ma a cui poi si aggiunse l'armata di Annone, appena giunto dalla madre patria con truppe di origine africana. Le loro forze combinate furono, in ogni caso, attaccate da Marco Giunio Silano, legato di Scipione, che le distrusse, facendo prigioniero lo stesso Annone, mentre Magone, con poche migliaia di uomini, riuscì a fuggire verso sud e a raggiungere Asdrubale Giscone.
Magone si unì all'esercito di Asdrubale Giscone, venendo sconfitto nella battaglia di Ilipa. Rimasto solo, tentò di bloccare l'avanzata romana nella Betica; dopo aver perduto anche Cadice, si ritirò nelle Isole Baleari nell'inverno 206 a.C.-205 a.C.

### Ultimi anni (205 - 203 a.C.)
Nel 205 a.C. si diresse sulla città di Genova, alleata di Roma, distruggendola e portando il bottino ivi depredato tra Savona a Albenga.
Imbarcatosi nella città ligure per accorrere in aiuto della patria minacciata da Publio Cornelio Scipione l'Africano, morì sulla nave in conseguenza delle ferite riportate in una battaglia, persa in Insubria contro i Romani.
Secondo un'altra tradizione, riportata da Cornelio Nepote, Magone riuscì a rientrare in patria ed a partecipare alla battaglia di Zama. Al termine della guerra continuò la collaborazione con Annibale e riuscì a rimanere a Cartagine anche dopo l'espulsione del fratello dalla città; allo scoppio della guerra tra Antioco III il Grande e Roma, cercò di forzare l'appoggio cartaginese al regno seleucide. In seguito a ciò, fu anche lui espulso da Cartagine e morì poco dopo in un naufragio o ucciso dai suoi schiavi . Questa versione, però, non riscuote molto credito tra gli storici; si ritiene che Cornelio Nepote si sia confuso con un altro personaggio omonimo, presente al tempo a Cartagine.
Francesco Petrarca descrive nel suo poema Africa (VI 839- 918) la morte di Magone attribuendogli un famoso lamento intorno alla labilità delle fortune umane.